# Lijst van gedenkplaten in Gent
Onderstaande is een lijst van gedenkplaten in Gent, gesorteerd op onderwerp.
| Naam                          | Plaats                                                                   | Jaar plaatsing       | Geplaatst/geschonken door                             | Afbeelding |
| ----------------------------- | ------------------------------------------------------------------------ | -------------------- | ----------------------------------------------------- | ---------- |
| Lieven Bauwens                | Waaistraat 1                                                             | 1898                 | Een groep nijveraars en Vlaamsgezinden                |            |
| Emile Braun                   | Emile Braunplein                                                         | 1937                 | De Stad Gent                                          |            |
| Staf Bruggen                  | Vaderlandstraat 118                                                      | 1983                 | Noordstar verzekeringen                               |            |
| Edith Cavell                  | Kortrijksesteenweg 114-116                                               | 1924                 | De Nationale Strijdersbond                            |            |
| Sint-Coleta                   | Goudstraat 3-15                                                          | 1947                 |                                                       |            |
| Maurice Claeys                | Maurice Claeysplein 3-15                                                 | ?                    |                                                       |            |
| Romain Deconinck              | Walpoortstraat 15 (aan de Minard Schouwburg)                             | 1977                 | Zijn Dankbaar Publiek                                 |            |
| Geeraard de Duivel            | Limburgstraat (aan het Geeraard de Duivelsteen)                          | 1898                 | De Maatschappij van Geschied- en Oudheidkunde te Gent |            |
| Louis De Meester              | Zeugsteeg 22                                                             | 1988                 | De Koninklijke Dekenij Patershol                      |            |
| Joos de Rijcke                | Koophandelsplein (aan de zijgevel van het oud gerechtsgebouw)            |                      |                                                       |            |
| René Deschuymer               | Holstraat 72                                                             | 1949                 |                                                       |            |
| Albrecht Dürer                | Klein Turkije 2                                                          | 1913                 | De Stad Gent                                          |            |
| Edmond Dutry                  | Koornlei 9                                                               | 1960                 | De Vrienden van Oud-Gent                              |            |
| Gustaaf Eylenbosch            | Gustaaf Eylenboschplein 34                                               | 1954                 | Algemeen Christelijk Vakverbond                       |            |
| Francisco Ferrer              | Francisco Ferrerlaan                                                     | 2014                 |                                                       |            |
| John Flanders                 | Rooigemlaan 539                                                          | 1971                 | VTB                                                   |            |
| Paul Fredericq                | Notarisstraat 7                                                          | 1926                 | Willemsfonds                                          |            |
| Jozef Guislain                | Ingelandgat 19                                                           | 1960                 | Prof. Dr. Alexander (Sander) Evrard                   |            |
| Auguste Haus                  | Hoek Leopold II-laan en Kunstlaan                                        | 1949                 |                                                       |            |
| Lambrecht Lambrechts          | Kunstlaan 51                                                             | 1933                 |                                                       |            |
| Pierre Louÿs                  | Onderstraat 29                                                           | 1970                 |                                                       | Verdwenen  |
| Karel Lodewijk Ledeganck      | Sint-Christoffelstraat 5                                                 | onbekend             | onbekend                                              |            |
| Maurice Maeterlinck           | Peperstraat 6                                                            | 1962                 | Maurice Maeterlinck Stichting                         |            |
| Albert Mélot                  | Hoek Papegaaistraat / Maagdestraat                                       | 2019                 | Familie Mélot in samenwerking met de Stad Gent        |            |
| Karel Miry                    | Twaalfkameren 62                                                         | 1951                 | VTB                                                   | Verdwenen  |
| Adolphe Quetelet              | Koornmarkt 11                                                            | 1947                 |                                                       |            |
| José Rizal                    | Henegouwenstraat 27-45                                                   | 1959 herplaatst 1973 |                                                       |            |
| Lodewijk Roelandt             | Nederkouter 32                                                           |                      |                                                       |            |
| Georges Rutten                | Holstraat 91                                                             | 1954                 | Algemeen Christelijk Vakverbond                       |            |
| Emiel Jan Seghers             | Emilius Seghersplein 1 (in het hoofdportaal van de Sint-Jan Baptistkerk) | 1939                 |                                                       |            |
| Ferdinand Augustijn Snellaert | Kruideniersstraat                                                        | 1909                 |                                                       |            |
| Petrus Jozef Triest           | Bijlokehof                                                               | 1961                 |                                                       |            |
| Jacob van Artevelde           | Kalandenberg 7                                                           | 1845                 | M.J. Van Ooteghem                                     |            |
| Charles Van der Cruyssen      | Lange Kruisstraat 4                                                      | 1963                 | Senator André Dua                                     |            |
| Hugo van der Goes             | Sint Pietersnieuwstraat 158                                              | 1982                 | De Stichting van der Goes                             |            |
| Ferdinand Vander Haeghen      | Ottogracht                                                               | 1913                 | De Stad Gent                                          |            |
| Karel van de Woestijne        | Sint-Lievenspoortstraat 264                                              | 1960                 | De Katholieke Oost-Vlaamse Schrijvers                 |            |
| Karel van de Woestijne        | Sleepstraat 106                                                          | 1954                 | VTB                                                   |            |
| Florimond van Duyse           | Laurent Delvauxstraat 12                                                 |                      | VTB                                                   |            |
| Peter van Gent                | Koophandelsplein (aan de zijgevel van het oud gerechtsgebouw)            | 1948                 |                                                       |            |
| Karel van Hulthem             | Ottogracht (aan de voorgevel van de oude stadsbibliotheek)               | 1897                 |                                                       |            |
| Charles Van Lerberghe         | President Rooseveltlaan 101                                              | 1913                 |                                                       |            |
| August Van Lokeren            | Voorhoutkaai 43 (In de Sint-Baafsabdij)                                  | 1905                 | De Maatschappij van Geschied- en Oudheidkunde te Gent |            |
| Hippoliet Van Peene           | Peperstraat 11                                                           | 1951                 | VTB                                                   |            |
| Marcus van Vaernewijck        | Baaisteeg 2                                                              |                      | VTB                                                   |            |
| Jozef Vercoullie              | Drapstraat 9                                                             | 1952                 | VTB                                                   |            |
| Gabriël Verschraegen          | Kwaadham 10                                                              |                      | S.O.S Gent vzw                                        |            |
| Vrede van Gent                | Veldstraat 45-47                                                         | 1964                 | National Society United States Daughters of 1812      |            |
| Julius Vuylsteke              | Ottogracht 4                                                             |                      |                                                       |            |
| Jan Frans Willems             | Zandberg 4                                                               | onbekend             | onbekend                                              |            |